# Tramonto (film 2018)
Tramonto (Napszállta) è un film del 2018 diretto da László Nemes.

## Trama
Nel 1913 la giovane Írisz Leiter arriva a Budapest con il sogno di lavorare come modista nella cappelleria che apparteneva alla sua famiglia, ma viene cacciata dal nuovo proprietario. Írisz si mette alla ricerca del misterioso Kálmán Leiter, che sembra essere rimasto il suo ultimo legame con il passato. La sua ricerca la porterà ad attraversare una città al collasso, provata dall'inizio della prima guerra mondiale.

## Distribuzione
Il film è stato presentato in concorso alla 75ª edizione della Mostra internazionale d'arte cinematografica di Venezia nel settembre 2018. Nello stesso mese è stato proiettato al Toronto International Film Festival. Verrà poi distribuito nelle sale cinematografiche ungheresi il 27 settembre 2018.

## Riconoscimenti
- 2018 - Mostra internazionale d'arte cinematografica
  - Premio FIPRESCI
  - In competizione per il Leone d'oro al miglior film